# موندولفو
موندولفو (به ایتالیایی: Mondolfo) یک کومونه در ایتالیا است که در استان پزارو و اوربینو واقع شده‌است.

## خصوصیات
موندولفو ۲۲٫۷ کیلومترمربع مساحت و ۱۱٬۴۷۸ نفر جمعیت دارد.

## خواهرخوانده
شهر Iffezheim خواهرخواندهٔ موندولفو هست.